# Shout Out to My Ex
«Shout Out to My Ex» es una canción del grupo británico Little Mix, incluida en su cuarto álbum de estudio Glory Days (2016). Se estrenó a mediados de octubre de 2016 en The X Factor y sirvió como el sencillo principal del álbum. Alcanzó gran popularidad en Reino Unido, donde se convirtió en la cuarta canción de la banda en obtener el primer puesto en la lista de éxitos musicales. La canción fue escrita por Edvard Førre Erfjord, Henrik Michelsen, Camille Purcell, Iain James y Little Mix, con créditos de producción de Erfjord y Michelsen, bajo su seudónimo Electric.

## Recepción de la crítica
Rachel Sonis, de Idolator, describió la canción como un «beso de himno en su mejor momento» y comentó que se sentía como «un regreso confiado para el grupo». Bruno Russell, de The Edge, también elogió al grupo, llamando a la canción «feroz y atrevida», aunque remarcó que los sencillos anteriores superaron este lanzamiento. Dando al sencillo 4 estrellas, Russell dijo que «Shout Out to My Ex» compone un «beat memorable y estribillo que son epitomas bien construidos de los éxitos anteriores; este es un teaser muy prometedor de un álbum, más maduro por venir».

## Vídeo musical
El vídeo fue grabado en el Desierto de Tabernas en España, y fue lanzado a las 12:00 GMT el 21 de octubre de 2016 en Vevo. La banda se encuentra fuera en un acoplado, toma una impulsión a lo largo de una carretera alineada con los árboles lavanda-coloreados y acuesta cerca de una piscina.

## Posicionamiento en listas

### Semanales
| Alemania        | Official German Charts   | 52  |
| Australia       | Australian Singles Chart | 4   |
| Austria         | Ö3 Austria Top 40        | 24  |
| Bélgica (Fl)    | Ultratop                 | 13  |
| Bélgica (W)     | Ultratip                 | 11  |
| Canadá          | Canadian Hot 100         | 37  |
| Dinamarca       | Tracklisten              | 36  |
| Escocia         | Scottish Singles Chart   | 1   |
| Eslovaquia      | Singles Digital Top 100  | 16  |
| Eslovenia       | SloTop50                 | 31  |
| España          | PROMUSICAE               | 56  |
| Europa          | Euro Digital Songs       | 1   |
| Estados Unidos  | Billboard Hot 100        | 69  |
| Filipinas       | Philippine Hot 100       | 57  |
| Finlandia       | Finland Digital Songs    | 21  |
| Francia         | French Singles Chart     | 105 |
| Hungría         | Single Top 40            | 18  |
| Irlanda         | Irish Singles Chart      | 1   |
| Italia          | FIMI                     | 41  |
| Japón           | Japan Hot 100            | 42  |
| México          | Mexico Ingles Airplay    | 10  |
| Noruega         | VG-lista                 | 19  |
| Nueva Zelanda   | NZ Top 40 Singles Chart  | 7   |
| Países Bajos    | Single Top 100           | 26  |
| Portugal        | AFP                      | 28  |
| Reino Unido     | UK Singles Chart         | 1   |
| República Checa | Singles Digitál Top 100  | 22  |
| Sudáfrica       | RISA                     | 4   |
| Suecia          | Swedish Singles Chart    | 38  |
| Suiza           | Schweizer Hitparade      | 49  |

### Anuales
| País        | Lista (2016)         | Posición |
| ----------- | -------------------- | -------- |
| Australia   | ARIA Top 100 Singles | 75       |
| Indonesia   | CreativeDisc Top 50  | 16       |
| Reino Unido | UK Singles Chart     | 39       |

### Certificaciones
| País          | Organismo certificador | Certificación | Ventas certificadas | Ref.   |
| ------------- | ---------------------- | ------------- | ------------------- | ------ |
| Australia     | ARIA                   | 3× Platino    | 210 000             | [ 37 ] |
| Bélgica       | BEA                    | Oro           | 15 000              | [ 38 ] |
| Brasil        | PMB                    | 2x Platino    | 80 000              | [ 39 ] |
| Canadá        | Music Canada           | Platino       | 80 000              | [ 40 ] |
| Dinamarca     | IFPI                   | Oro           | 45 000              | [ 41 ] |
| Irlanda       | IRMA                   | Platino       | 15 000              | [ 42 ] |
| Italia        | FIMI                   | Oro           | 25 000              | [ 43 ] |
| Noruega       | IFPI                   | Platino       | 60 000              | [ 44 ] |
| Nueva Zelanda | RIANZ                  | Oro           | 15 000              | [ 45 ] |
| Polonia       | ZPAV                   | Oro           | 10 000              | [ 46 ] |
| Reino Unido   | BPI                    | 2x Platino    | 1200 000            | [ 47 ] |